# Ys II: Ancient Ys Vanished – The Final Chapter
Ys II: Ancient Ys Vanished - The Final Chapter (イースII Īsu Tsū?) es un videojuego de rol de acción desarrollado y publicado por Nihon Falcom, publicado por primera vez el 24 de junio de 1988 para NEC PC-8801. Es la secuela de Ys I: Ancient Ys Vanished, y tiene lugar inmediatamente después del final del primer juego.

## Historial de versiones
Al igual que su precuela, Ys II fue distribuido para otras plataformas distintas a partir de su primera versión, como el NEC PC88 y 98, X1turbo, FM-77AV, MSX 2, y Famicom, como también dos versiones no oficiales para X68000. También fue distribuido a la TurboGrafx-16 por Hudson Soft como parte de Ys I & II, por muchos años fue la única versión de Ys II, que contaba con una versión oficial en inglés.
Los fanáticos aprovecharón de traducir al inglés la entrega de Famicom, además de adaptar para Sharp X68000 la entrega original de PC88/98.
Años más tarde, se rehicierón para Microsoft Windows: Ys II Eternal, que restructura la historia, Ys II Complete, que cambia los antiguos gráficos por los definitivos, e Ys II Chronicles, que en su versión de Windows contiene sonidos nuevos, aunque también se opta por los sonidos del original PC88/98 y de Ys II Eternal, nuevos retratos, aunque también se opta por los retratos de Ys II Complete y una traducción al inglés oficial sin ser parte del compilado. Las 2 primeras versiones del juego han sido desarrollados para teléfonos móviles. Ys II Chronicles también apareció en PSP, iOS y Android.
Ys II DS se optó por escenarios 3D, utilizando los sonidos de Ys II Complete. Una traducción al Inglés de esta versión para Nintendo DS fue lanzado por Atlus en Estados Unidos, junto con Ys DS en una sola tarjeta, como Legacy of Ys: Books I & II en 2009. La versión japonesa se había lanzado como un solo juego cuando salió en 2008.

## Trama
Ys II toma de inmediato en donde termina Ys I, en donde el final de dicho juego fue sigilosamente alterado. Duless dice a Dahm que su torre fue conquistada, pero Dahm le ordena a seguir observando. Adol Christin es transportado a la isla flotante de Ys, cuando las diosas le observa desde fuera de la torre de Dahm. Las diosas volarón a Ys mientras que Adol sigue inconsciente, siendo despertado por una joven llamada Lilia. Partiendo con Ys II Eternal, aparece un flashback de Ys 700 años atrás, en donde la isla acaba de despegar mientras que los monstruos construyen la torre de Dahm, vista posteriormente en la situación actual, en donde la isla flota encima de aquella torre. Lilia lleva a Adol a su casa en el pueblo de Lance. Es aquí donde comienza su búsqueda para desentrañar los secretos de Ys. 
La madre de Lilia, Banoa, necesita de una medicina debido a que Lilia se enfermó antes de tiempo, que debe recurrir al doctor Flair para crearla. Adol acepta la misión y además, con el permiso del alcalde, debe rescatar a los ciudadanos atrapados en la mina Rastini, no sin enfrentamientos previos contra monstruos que llegaron 6 meses atrás. Adol empieza a recoger las varas de los sacerdotes y así usar magia, lo que continuó con la búsqueda de ingredientes y estatuas de los sacerdotes.
Tras la obtención de los ingredientes para la medicina, Lilia empieza a recuperar tras ingerirla.
Los libros deben ser enviados a las estatuas de los 6 sacerdotes caídos siglos atrás. Esas estatuas se encuentran en el santuario de Toal, conectado con la mina Rastini. Una de las casas en Lance se encuentra la otra estatua, rodeada de enemigos.
Si los libros son devueltos, en el santuario de Toal se desbloquea la puerta que conduce al templo de Salmón, pero debe curzar la montaña de hielo y la cueva llameante. Además, Lilia abandona Lance en el proceso. Son 3 ciudades en total. La última conduce al templo en donde los edificios guardecían los sacerdotes. Varios enemigos interrumpen el paso de Adol, pero sin éxito.
El templo es conectado con la alcantarilla, con los edificios de las dos alas, con la torre del sacrificio y el santuario de las diosas. Duless intentó amenazar a Adol, primero con convertirlo en Roo en uno de los templos de los sacerdotes en su primer encuentro, después petrificando a los escapistas en las alcantarillas en su segundo encuentro y finalmente sacrificando a Maria en la torre de sacrificio en su tercer encuentro, pero sin éxito, debido a distintos métodos de cancelación, dando origen a una batalla a muerte en su último encuentro. Dahm es despertado tras el sacrificio de Maria, pero la estatua con la perla negra adjunta puesta en dicha torre le permitió revivirla y despetrificar a los escapistas. Sin embargo, una despetrificada Lilia ingresa al núcleo de Ys, encontrando el anillo que rompe la barrera que une al núcleo con la mina Rastine.
Tras la derrota de Duless, Adol entra al núcleo de Ys, en donde, por el efecto de la barrera, no le permite devolverse a los lugares de interés y las diosas estaban poseídas por Dahm. Lilia le pasa a Adol el anillo antes de continuar. Sucesivamente, dos de los descendientes de los sacerdotes subierón al último piso de la torre de Dahm, siendo transportados al núcleo de Ys. Goban lanza a Adol la armónica que le permitió deshacer la maldición a ellas y abrir la puerta a Dahm, dando origen a la batalla final. Además, Reah le explica a Adol los eventos antes de Ys I: los orígenes de Ys, la perla negra y sus consecuencias de uso. Además, las diosas y los sacerdotes cubrierón todo Esteria con Cleria, sellando a los demonios. Los siglos pasaron pero parte de Cleria fue minada accidentalmente durante la excavación de la plata, lo que permitió que Dack Fact obtuviera la perla negra, rompiendo el sello e iniciando los eventos de Ys I.
Las diosas no pueden detener de nuevo a Dahm, lo que Adol debe eliminarlo, y con él, desaparece todos los demonios. 
Adol reaparece en el santuario de las diosas, agradecido por ellas y los descendientes de los sacerdotes. Ys aterriza en Esteria a su punto de origen debido a la eliminación de Dahm. Eso permite que Adol y los demás ciudadanos recorriera Esteria e Ys al finalizar el juego, pero las diosas dejarán de existir debido a la muerte de Dahm.

## Jugabilidad
El jugador controla a Adol mientras lucha por su manera a través de la tierra de Ys. Al igual que en el primer juego, la fuerza Adol se mide en forma de RPG típico: Hay estadísticas numéricas tales como HP (de 20 a 255 y solo en DS 256 por limitaciones técnicas), puntos de Ataque y de Defensa que determinan su fuerza. Estas estadísticas se incrementan al aumentar su nivel de experiencia por medio de batalla.
También regresa desde el primer juego es el sistema bump de todas las versiones y el sistema de combate Hack and slash de Ys DS al usar teclas. El jugador ataca a los enemigos al ejecutar a ellos, y el enemigo recibe daño de acuerdo a los puntos de ataque (ATK) de Adol. Una nueva adición a Ys II es el sistema de Magia: Adol puede adquirir varios hechizos diferentes que puede utilizar durante todo el curso del juego, como un hechizo de fuego para el ataque, y un hechizo de tiempo que puede parar los enemigos mientras está activo. El uso de la magia consume estadística MP de Adol.
El sistema de Auto-ataque queda desactivado en Ys II DS si el jugador opta por controles en vez del lapíz táctil, recurriendo a presionar la tecla para atacar.

## Música
La banda sonora de Ys II fue compuesta por Yuzo Koshiro, Ishikawa Mieko, y Hideya Nagata.
Varios CD de música dedicados a la música de Ys II han sido publicados por Falcom. Estos incluyen:
- Music from Ys II (1988): contiene la banda sonora de la edición original de PC-8801 de Ys II, junto con cuatro pistas de Ys II organizado por Hiroyuki Namba y una pista de voz.
- Perfect Collection Ys II (1990): Un juego de dos CD, el primero de ellos es un arreglo completo de la banda sonora de Ys II por Ryo Yonemitsu. El segundo CD contiene una variedad de arreglos de Ys I, II y III.
- Music from Ys II Renewal (1995): La banda sonora completa de Ys II, reproducido en más equipos de sintetización actualizados.
- Ys & Ys II Eternal Original Sound Track(2001): Un lanzamiento de dos discos que consiste en las bandas sonoras de las nuevas versiones de Windows de Ys I y II Eternal.